# Locomotiva DB 103
La locomotiva serie 103 è una serie di locomotive elettriche tedesche, operata originariamente dalla Deutsche Bundesbahn. Per lungo tempo è stata considerata l'ammiraglia delle locomotive tedesche.

## Storia
Durante i primi decenni successivi alla seconda guerra mondiale, la Deutsche Bundesbahn si è concentrata nell'acquisto di un grande numero di locomotive elettriche unificate. Gli obiettivi erano quelli di promuovere il programma di elettrificazione delle tratte e di rimpiazzare i vecchi modelli di locomotive. A quel tempo la velocità di 160 km/h sembrava sufficiente ma, con il miglioramento delle condizioni economiche, la competizione con altri metodi di trasporto, specialmente quello automobilistico, stava incrementando.
Durante gli anni cinquanta l'idea generale era quella di migliorare le locomotive di serie 19, risalenti a prima della guerra, per portarle ad una velocità massima di 180 km/h ma la struttura di questi modelli era ormai obsoleta e l'impianto frenante era stato ritenuto insufficiente. I nuovi piani di rinnovamento avevano come obiettivo un modello dalla velocità massima di 200 km/h con rodiggio Co'Co' per limitare il peso per asse a 18 t. Alcuni elementi di questo nuovo progetto, come i carrelli per l'alta velocità, sono stati testati su alcune unità della Serie E 10.

### Prototipi
Nel 1965 vennero ultimati quattro prototipi, introdotti al pubblico durante la Internationale Verkehrsausstellung (Fiera Internazionale dei Trasporti) di Monaco nel giugno 1965, che presero la denominazione di Serie E 03 (o Serie 103.0 a seguito del rinnovamento del sistema di numerazione). Durante delle corse di prova ad Augsburg raggiunsero una velocità costante di 200 km/h ma questo dimostrò che la potenza di 5950 kW (6 420 kW di potenza oraria) non era sufficiente. Prima della definitiva messa in produzione, oltre a un potenziamento dei motori, si rese anche necessario un rinforzo ai trasformatori.

## Produzione in serie
Il primo modello di produzione in serie della Serie 103.1 è stato messo in servizio il 27 maggio 1970. La DB aveva progettato di introdurre un nuovo servizio InterCity con veloci collegamenti tra le maggiori città, con servizio di prima classe, entro l'autunno del 1971 per cui la nuova locomotiva doveva essere in grado di trainare treni da 400t a 200 km/h. Con un numero totale di 145 unità prodotte, la Serie 103.1 divenne la colonna portante dei servizi Trans-Europ Express e InterCity. A partire dal modello 103.216 la lunghezza totale della locomotiva venne aumentata di 700 mm per offrire più spazio al personale in cabina.
In aggiunta ai sistemi Sifa e PZB, la Serie 103.1 era stata dotata del sistema LZB come sistema di sicurezza del treno per velocità superiori ai 160 km/h. La locomotiva, inoltre, era dotata del sistema AFB (Automatische Fahr- und Bremssteuerung, Controllo automatico di velocità e frenata) che manteneva il treno alla velocità desiderata in modo costante.

## Servizio
Nonostante l'inaugurazione del nuovo servizio InterCity, solo poche linee erano omologate per la velocità di 200 km/h e mancavano anche i permessi da parte del governo federale tedesco per il raggiungimento di velocità superiori ai 160 km/h. Per questi motivi, nei suoi primi anni di servizio regolare, la Serie 103 non poté raggiungere la propria velocità massima. Un grave incidente, accaduto il 21 luglio 1971, ritardò ulteriormente l'introduzione regolare dei servizi ad alta velocità: il sistema AFB sul modello 103.106 fu sospettato di aver accelerato in modo incontrollabile il treno, risultando in un deragliamento con 23 morti e 121 feriti.
Agli inizi del 1979 il servizio Intercity venne modificato per comprendere anche la seconda classe, poiché stava diventando largamente popolare. In quel periodo la velocità massima di 200 km/h era permessa su diverse linee omologate e i problemi tecnici erano stati superati: la più grande sfida per la serie 103 ora, era quella di trainare i pesanti treni da 600 t a quelle velocità.
Fino al 1987 (con l'introduzione della serie 120) la serie 103 ebbe quasi il monopolio dell'alta velocità in Germania ma con la prima introduzione del servizio ICE, nel 1989, questa locomotiva perse il titolo di ammiraglia delle ferrovie tedesche.
Nei primi anni novanta, poi, l'uso intensivo portò ad un numero sempre crescente di guasti e problemi. Questa tendenza venne intensificata anche dal fatto che le DB tagliarono pesantemente i fondi destinati alla manutenzione dei rotabili.
A causa dell'usura costante, le DB decisero di rimpiazzare la serie 103 con la nuova serie 101, entrata in servizio nel 1996. Negli anni seguenti la serie 103 venne declassata a servizi minori ma i motori, a causa di un rapporto di trasmissione decisamente lungo, non erano adatti a frequenti fermate e partenze tipiche dei servizi locali e quindi le locomotive subirono un'usura ancora maggiore. Dopo un breve ritorno in servizio nel 1998, poiché tutti i treni ICE vennero temporaneamente ritirati dal servizio a seguito del disastro ferroviario di Eschede, tutte le rimanenti unità della serie 103 vennero ritirate definitivamente dal servizio regolare nel 2003.

## Livree e differenze
La colorazione scelta per questo modello di locomotive era originariamente la classica combinazione rosso-crema tipica delle linee TEE, con la parte inferiore della scocca colorata di rosso e quella superiore color crema. Le quattro locomotive prototipo serie E03 differiscono dai modelli di produzione in serie per via di una banda ornamentale bianca che divideva i due colori principali. Altra differenza chiaramente visibile è la serie di grate per la ventilazione dei motori sulle fiancate: una sola fila per i prototipi, due file per il modello in serie. La parte inferiore della cassa era colorata di nero sia sulle E03 sia sulla Serie 103.1 anche se alcuni modelli l'hanno vista riverniciata di rosso uniformando la parte inferiore della scocca e il pancone frontale.
Il modello 103.109 ha ricevuto una colorazione particolare con una banda grigio argento attorno alle grate di ventilazione sulle fiancate come elegante ornamento.
Durante i primi anni novanta tutti i modelli sono stati riverniciati con la nuova colorazione orientrot (rosso orientale) che consisteva in una colorazione uniforme rossa e uno "scudo" bianco sul frontale.
Nel 1991 il modello 103.101 è stato riverniciato nella livrea Lufthansa Airport Express bianca e gialla, insieme ad alcune carrozze passeggeri. La particolarità di questa livrea consiste nel fatto che il logo DB non era più presente ed è stato sostituito con quello del servizio Airport Express della Lufthansa.
Nel 1995 il modello 103.220 ha ottenuto una particolare livrea blu, gialla, verde e azzurra per il servizio su alcuni treni turistici. I colori scelti rappresentano i quattro elementi.
Un solo modello, la 103.233, è stato colorato nella più recente livrea verkehrsrot (rosso traffico) nell'agosto 2000 su iniziativa del produttore di modellini Roco.

## Curiosità
- Un totale di 17 unità della serie 103 sono state conservate, con almeno cinque unità ancora atte al servizio. Due unità sono ancora parte dei rotabili delle DB e sono frequentemente utilizzate per corse di prova.
- Con una potenza oraria di 10 580 cavalli vapore (7 780 kW) la serie 103 è considerata la più potente locomotiva elettrica in servizio regolare mai costruita.
- Il 14 giugno 1985 la locomotiva 103 118 ha raggiunto la velocità di 283 km/h
- La migliore performance operativa per singola unità è stata raggiunta nel 1972 con 50 250 km percorsi nel mese di giugno.
- La 103 109 ha ricevuto una colorazione speciale